# Contea di Besalú

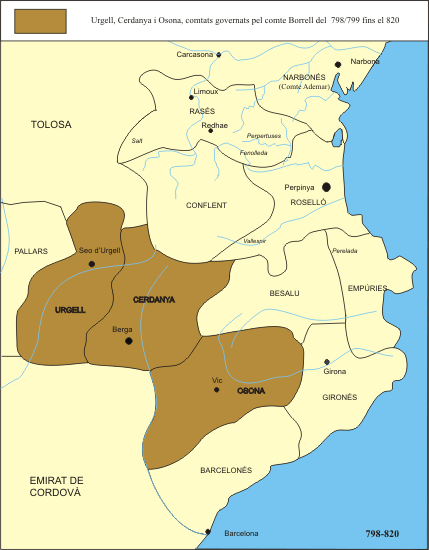
Il territorio di Besalù all'inizio del IX secolo

La contea di Besalú (catalano: Comtat de Besalú, IPA: [kumtad də βəzəɫu]; latino: Comitatus Bisuldunensis) è stata una delle contee medievali della Catalogna. La sua capitale era il villaggio di Besalú, intorno a cui si estendeva il suo territorio, governato da un conte.

## Territorio
Il suo territorio coincide con quello della moderna comarca di Garrotxa ma diversi momenti della sua storia si estendeva più a nord fino, a Corbières, nell'Aude, ora parte della Francia. Originariamente comprendeva La Garrotxa e alcuni territori limitrofi, da Mogrony e Setcases, nella comarca di Ripollès ad Agullana e Figueres, nella comarca di Alt Empordà e Banyoles, nella comarca di Girona.

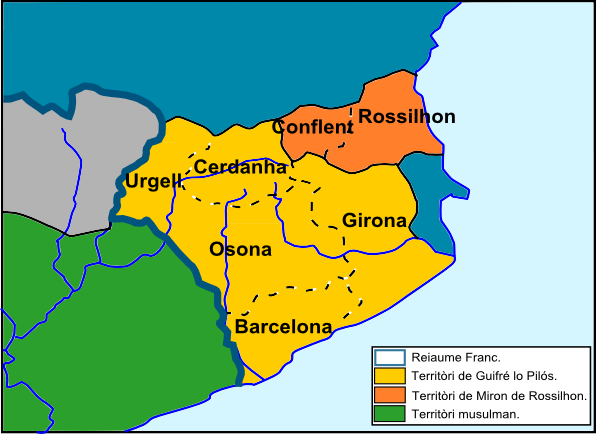
Besalù, parte della contea di Girona alla fine del IX secolo

## Storia
Nell'844 il villaggio di Besalú fu annesso alla contea di Girona, allora governata da Sunifredo I, padre di Goffredo il Villoso. 

Quando Sunifredo I morì nell'848, Besalú rimase unito alla contea di Girona che fu trasferita al visconte, Goffredo I, un nobile carolingio di cui non si conoscono gli ascendenti, che fu elevato a conte e poi ai suoi successori, sino all'878, quando al consiglio di Troyes, le contee Barcellona e Girona, con Besalú, furono assegnate a Goffredo il Villoso, che le unì a quelle di Cerdanya e Urgell, che già possedeva. 

Contee catalane, VIII-XII secolo

### Creazione della contea
In una data imprecisata, Goffredo diede il villaggio di Besalú a suo fratello Rodolfo, col titolo di conte e da allora Besalú col suo territorio fu denominato contea. 

Quando Rodolfo morì, senza discendenza, nel 913 circa, la contea passò al figlio di Goffredo il Villoso, Miró (913-927), già conte di Cerdanya, Conflent e Berga. La contea di Besalù rimase legata ai conti di Cerdanya fino al 988, in quanto a Miró II succedettero i suoi quattro figli: 
- Goffredo, sino al 957
- Sunifredo, sino al 965
- Mirò III, sino al 984
- Oliva, sino al 988.

Quando, nel 988, si ritirò a Montecassino la divisione dei domini di Oliva detto Cabreta iniziò una dinastia propria e indipendente di conti di Besalú.

### Indipendenza della contea
Bernardo I Tagliaferro (988-1020), figlio maggiore di Oliva detto Cabreta, ottenne la contea di Besalú, insieme ai villaggi di Vallespir, Fenollet e Perapertusa; Besalú fu al centro dei suoi domini e ottenne anche la sede vescovile a Besalú. Intorno al 1003, quando suo fratello, Oliva (abate) gli cedette la contea di Berga e Ripoll, Bernardo, dal 1017, creò tre viscontee per amministrare il territorio: quella di Besalú, poi chiamato di Bas, quella di Vallespir, poi chiamato di Castellnou e quello di Fenollet. 

Gli succedette il figlio Guglielmo I il Grosso (1020-52); quindi la contea passò ai suoi due figli, Guglielmo II, probabilmente assassinato nel 1066, e Bernardo II (1066-1100), che già governava con suo fratello, e che fu un sostenitore della riforma religiosa portata avanti da papa Gregorio VII, e, nel 1077, organizzò il concilio di Besalú, che introdusse la riforma gregoriana con il rinnovamento dei canoni contro la simonia e il concubinato dei sacerdoti. Bernardo II offrì la maggior parte delle abbazie della sua contea al Papa e ai legati riformatori, che le unirono a case religiose oltre i Pirenei, in particolare a Marsiglia e Moissac.

### Annessione alla contea di Barcellona
Bernardo III, figlio di Guglielmo II, fu prima sotto la tutela di suo zio Bernardo II, e, in seguito, governò insieme a lui e poi da solo (1100-1111); aveva sposato Jimena o Maria, figlia primogenita del conte Raimondo Berengario III di Barcellona e nipote del Cid, che gli portò in dote la Contea di Osona. I conti di Besalú e Barcellona avevano stretto un patto sulla successione nelle loro contee: se Bernardo III fosse morto senza discendenza, la contea sarebbe passata a Raimondo Berengario III; alla morte di Bernardo III, senza discendenza, nel 1111, la contea di Besalú e i territori che dipendevano da essa furono trasferiti al suocero e si unirono definitivamente alla contea di Barcellona.

## Monete
La contea di Besalú batteva una propria moneta dal 969, anche se fino al 1020 ci sono solo riferimenti documentari. Bernardo I Tagliaferro probabilmente coniava monete d'oro. Dopo questo periodo, si conoscono tre tipi di monete d'argento, coniate tra il 1020 e il 1111. Le incisioni coniate della contea sono considerate una delle migliori dell'arte romanica.

## Monasteri
Nella contea di Besalú c'erano molte delle abbazie più importanti della Catalogna Pirenaica: Monastero di Ripoll, monastero di Sant Joan de les Abadesses, monasteri di Arles, Monasterio di Santo Stefano a Banyoles, monastero di Besalú, monastero di san Pietro a Camprodon eil monastero di Saint-Paul-de-Fenouillet.

## Conti di Besalù
- Rodolfo, 878–913
- Miró I,  913–927
- Goffredo II, 927–957
- Sunifredo, 957–965
- Mirò II, 965–984
- Oliva Cabreta, 984–988
- Bernardo I, 988–1020
- Guglielmo I, 1020–1052
- Guglielmo II, 1052–1066
- Bernardo II, 1066–1100
- Bernardo III, 1100–1111